# Inspur
Inspur (浪潮, ehemals: Langchao) ist ein chinesischer Hardwarehersteller und Anbieter von IT-Dienstleistungen.
Das Produktions- und Entwicklungszentrum von Inspur liegt im chinesischen Jinan in der Provinz Shandong. Das Angebot umfasst PC-Server-Hardware und Softwareentwicklung.

## Geschichte
Im Jahr 1983 stellte Langchao den ersten Mikrocomputer für den chinesischen Markt her. Seit 1993 ist das Unternehmen einer der wichtigsten Hardware-Produzenten des Landes. Im Juni 2005 investierte Microsoft 20 Millionen Dollar in die Firma, die im April 2006 ihren Namen zu „Inspur“ änderte.
Nachdem Inspur zunächst Interesse an der Übernahme von Qimonda geäußert hatte, wurde im Jahr 2009 das in Xi’an ansässige Forschungs- und Entwicklungszentrum der Qimonda AG für 30 Millionen chinesische Yuan (rund 4 Millionen US-Dollar) erworben.